# 桑博恩頓 (新罕布什爾州)
桑博恩頓（英語：Sanbornton）是一個位於美國新罕布什爾州貝爾納普縣的鎮。

## 人口
根據2020年美國人口普查的數據，桑博恩頓的面積為128.60平方千米，當中陸地面積為122.70平方千米，而水域面積為5.90平方千米。當地共有人口3026人，而人口密度為每平方千米24人。